# Scaligeria halophila
Scaligeria halophila är en flockblommig växtart som först beskrevs av Karl Heinz Rechinger, och fick sitt nu gällande namn av Karl Heinz Rechinger. Scaligeria halophila ingår i släktet Scaligeria och familjen flockblommiga växter. Inga underarter finns listade i Catalogue of Life.